# Karl Georg Jacob
Karl Georg Jacob (* 7. Mai 1796 in Halle; † 3. Juli 1849 ebenda; auch Carl Georg Jacob) war ein deutscher Gymnasiallehrer und Historiker.

## Leben
Der Sohn eines Arztes in Halle besuchte zunächst das Gymnasium in Halle, dann ab 1811 die Klosterschule Roßleben, unter anderem bei August Wilhelm Zachariä. 1815 nahm er freiwillig am Feldzug gegen Napoleon teil, bevor er noch Ende des Jahres an die Universität Halle ging, an der er Philologie und Geschichte studierte. 1819 wurde er mit der Dissertation Observationes in aliquot Xenophontis loca zum Doktor der Philosophie promoviert und anschließend 1820 Adjunkt an der Landesschule Pforta.
1826 folgte er einem Ruf an das Friedrich-Wilhelms-Gymnasium in Köln, ging jedoch bereits 1831 als Professor an die Landesschule Pforta zurück. Zum 1. Oktober 1846 trat er dort aufgrund gesundheitlicher Einschränkungen in den Ruhestand und ging zurück nach Halle. In Halle verstarb er plötzlich an einem Schlaganfall.

## Werke (Auswahl)
- Walter Scott. Ein biographisch-literarischer Versuch, Köln 1827.
- Charakteristik Lucian’s von Samosata, Hamburg 1831.
- Quaestiones epicae seu symbolae ad grammaticam latinam poeticam, Quedlinburg und Leipzig 1839.
- B. G. Niebuhr’s Brief an einen jungen Philologen. Mit einer Abhandlung über Niebuhr’s philologische Wirksamkeit und einigen Excursen herausgegeben von Dr. K. G. J., Leipzig 1839.
- De usu numeri pluralis apud poetas latinos, Naumburg 1841.
- Beiträge zur Französischen Geschichte, Leipzig 1846.